# 墨脱柳
墨脱柳（学名：Salix medogensis）是杨柳科柳属的植物，是中国的特有植物。分布在中国大陆的西藏等地，生长于海拔3,600米至3,900米的地区，多生在冰川附近的杂木次生林内，目前尚未由人工引种栽培。